# Barrio Chiquito
Barrio Chiquito är en ort i Mexiko.   Den ligger i kommunen Xiutetelco och delstaten Puebla, i den sydöstra delen av landet, 190 km öster om huvudstaden Mexico City. Barrio Chiquito ligger 2 069 meter över havet och antalet invånare är 282.
Terrängen runt Barrio Chiquito är lite bergig. Runt Barrio Chiquito är det ganska tätbefolkat, med 149 invånare per kvadratkilometer. Närmaste större samhälle är Teziutlan, 7,4 km nordväst om Barrio Chiquito. I omgivningarna runt Barrio Chiquito växer huvudsakligen savannskog.